# Earl Barron
Pour les articles homonymes, voir Barron.
Earl David Barron Jr., né le 14 août 1981 à Clarksdale, au Mississippi, est un joueur puis entraîneur américain de basket-ball. Il évolue au poste de pivot.

## Biographie
Earl Barron effectue son cursus universitaire à l'université de Memphis. Il n'est pas drafté par une équipe NBA.
Il commence sa carrière professionnelle en 2003 dans le championnat turc avec les Tuborg Pilsener. Il rejoint ensuite, en mai 2004, les États-Unis et la D-League dans l'équipe des Flight de Huntsville.
Il effectue la pré-saison 2004 avec le Magic d'Orlando mais il est coupé avant la reprise de la saison NBA.
En 2005, il joue avec les Red Bull Barako dans la Philippine Basketball Association (PBA).
Barron rejoint un club NBA, le Heat de Miami, en octobre 2005. Il y dispute trois saisons et remporte en 2006 le titre de champion NBA. En août 2008, il signe un contrat de deux millions de dollars avec le club italien du Fortitudo Bologne mais dès novembre il s'est sérieusement blessé et doit quitter ce club.
En septembre 2009, Barron rejoint le camp d'entraînement des Hornets de La Nouvelle-Orléans, il est encore coupé juste avant la reprise de la saison régulière de NBA.
Il retourne donc en D-League où dès novembre 2009, il défend les couleurs de l'Energy de l'Iowa. Ses belles performances lui permette d'être sélectionné au All-Star Game de la D-League en 2010. Il finit meilleur marqueur du match avec 20 points pour la conférence est, malgré la défaite de celle-ci contre la conférence ouest (81-98).
Le 2 avril 2010, il décroche un contrat de 10 jours dans la prestigieuse équipe des Knicks de New York. Dès son deuxième match, le 6 avril contre les Celtics de Boston, il impressionne ses coéquipiers en battant son record de rebonds prit en un match (avec 18 prises), il marque également 17 points. Il réalise ainsi le 1er double-double de sa carrière en NBA
Cinq jours plus tard, il enregistre son 2e double-double avec 13 points et 12 rebonds dans un match contre son ancienne équipe, le Heat de Miami. Le lendemain, les Knicks décident de lui offrir un contrat pour le reste de la saison. Il joue en moyenne 33 minutes par match et a des statistiques en double-double (11,7 points et 11 rebonds par match).
Le 16 novembre 2010, il signe un contrat avec les Suns de Phoenix à la suite de la blessure de leur pivot titulaire Robin Lopez. Il commence avec les Suns dès le lendemain contre le Heat. Il est finalement coupé par les Suns le 21 décembre, il signe alors un contrat de 10 jours avec les Bucks de Milwaukee le 1er mars 2011. Il signe un deuxième contrat de 10 jours avec les Bucks avant d'être coupé. Il s'engage finalement jusqu’à la fin de la saison avec les Trail Blazers de Portland. La saison suivante, après moins d'un mois de compétition NBA, il est coupé par les Trail Blazers.
Le 14 janvier 2012, les Warriors de Golden State engagent Earl Barron, à peine un mois après son arrivée il est coupé. Finalement il retourne dans la Philippine Basketball Association (PBA) où il signe un contrat avec les Meralco Bolts. Avant la reprise de saison NBA 2012-2013, les Wizards de Washington l’engagent, avant de le couper dès décembre. Il atterrit en avril 2013 à New York chez les Knicks à la suite de la retraite de Rasheed Wallace.

## Records en carrière
Les records personnels d'Earl Barron, officiellement recensés par la NBA sont :
| Type statistique            | Saison régulière | Saison régulière     | Saison régulière |
| Type statistique            | Record           | Adversaire           | Date             |
| --------------------------- | ---------------- | -------------------- | ---------------- |
| Points en un match          | 22               | Grizzlies de Memphis | 11 avril 2008    |
| Paniers marqués en un match | 9                | 2 fois               |                  |
| Paniers tentés en un match  | 17               | Pistons de Détroit   | 6 avril 2008     |
| Lancers francs réussis      | 9                | Heat de Miami        | 11 avril 2010    |
| Lancers francs tentés       | 10               | Heat de Miami        | 11 avril 2010    |
| Paniers à 3 points réussis  | 1                | Bucks de Milwaukee   | 18 mars 2008     |
| Paniers à 3 points tentés   | 3                | Hawks d'Atlanta      | 16 avril 2008    |
| Rebonds offensifs           | 8                | Celtics de Boston    | 6 avril 2010     |
| Rebonds défensifs           | 12               | Hawks d'Atlanta      | 17 avril 2013    |
| Rebonds totaux              | 18               | 2 fois               |                  |
| Passes décisives            | 4                | 3 fois               |                  |
| Interceptions               | 4                | Pacers de l'Indiana  | 3 décembre 2010  |
| Contres                     | 4                | Hawks d'Atlanta      | 18 décembre 2012 |
| Minutes jouées              | 44               | Celtics de Boston    | 6 avril 2010     |